# Interlingvistika
Interlingvistika jako součást lingvistiky je věda, která se zabývá aspekty mezinárodní komunikace, možnostmi jejího zlepšování a mezinárodními plánovými jazyky jako je Esperanto.
Pozorování komunikace mezi lidmi, kteří nesdílí společný mateřský jazyk, umožňuje interlingvistům zkoumat roli etnických a plánových jazyků, překladů a technických pomůcek v tomto procesu, či změny v jazycích způsobované jejich kontaktem s jinými.

## Dělení
Interlingvistika se dělí na několik oblastí výzkumu:
- mezinárodní jazyková politika
- překladová věda
- mezinárodní plánové jazyky
  - Esperanto (>esperantologie)